# Брейха, Борис
Бо́рис Бре́йха (нем. Boris Brejcha; род. 26 ноября 1981, Людвигсхафен-ам-Райн) — немецкий диджей и музыкальный продюсер. Он описывает свой стиль как «high-tech minimal». Его стиль сравнивали с DJ Umek и Solomun. В качестве образа использует венецианскую маску.

## Биография
Борис Брейха родился в 1981 году. Начал своё музыкальное образование в детстве. На использование карнавальной маски его вдохновило выступление на карнавале в Рио, во время первого визита в Бразилию. Входит в топ 100 диджеев 2021 года по версии DJ Mag.
В 2006 году на берлинском лейбле Autist Records вышли его первые два релиза: «Monster» и «Yellow Kitchen». Несколько лет спустя Борис перешёл с Autist Records на Harthouse. С такими треками как «Die Maschinen Sind Gestrandet» и «Lost Memory» он объединил своё уникальное звучание с максимальным количеством разновидностей. В результате он стал «исключительным талантом 2007 года» в журнале электронной музыки «Raveline».
В 2007 году Борис также создал свой второй псевдоним «ANNA» и выпустил несколько релизов на Autist Records.
После четырёх лет гастролей, трёх альбомов и множества синглов Борис стал неизменным фаворитом на современной клубной сцене. Благодаря своим амбициям, стремлению к новым и экспериментальным музыкальным направлениям, он снова показывает своей аудитории, насколько захватывающим может быть «Минимал-техно» (англ. Minimal-techno) — гораздо больше, чем просто конгломерат повторяющихся и пуристических элементов.

## Дискография

### Альбомы
- 2007: Die Maschinen kontrollieren uns
- 2007: Die Maschinen Sind Gestrandet
- 2008: Mein wahres ich
- 2010: My Name Is
- 2011: My Name Is ...Remixes
- 2013: Feuerfalter Part 01
- 2014: Feuerfalter Part 02
- 2014: Feuerfalter Special Edition
- 2016: 22
- 2016: Dj Mixes Single Tracks
- 2020: Space Diver
- 2020: Livestream Mix (Mixed)
- 2021: Never Stop Dancing[5]
- 2022: Feuerfalter Part 01 Deluxe Edition
- 2022: Feuerfalter Part 02 Deluxe Edition
- 2024: Level One[6]

### Синглы
- 2006: Monster
- 2006: Yellow Kitchen
- 2007: Fireworker Remixes
- 2007: White Snake
- 2007: Outer Space
- 2007: Die Maschinen Sind Gestrandet
- 2007: Die Milchstraße
- 2007: Who Is Your Man
- 2008: Lost Memory
- 2008: Aquilah
- 2009: Joystick
- 2009: Commander Tom
- 2009: Magic Gum
- 2009: Schaltzentrale
- 2010: Diffusor
- 2011: Sugar Baby
- 2011: James Bond
- 2011: Rührschüssel
- 2012: Schaltzentrale The Remixes
- 2012: Farbenfrohe Stadt
- 2012: Der Mensch Wird Zur Maschine
- 2012: That’s The Funky Shit
- 2013: Der Alchemyst
- 2013: We Go
- 2013: Everybody Wants To Go To Heaven
- 2014: Hashtag
- 2015: SAW
- 2015: Schleierwolken
- 2015: R U FCKNG SERIOUS
- 2015: I Am The Joker
- 2015: Everybody Wants To Go To Heaven — Remixes
- 2015: Young And Stupid
- 2015: S.P.A.C.E.
- 2016: Out Of Brain
- 2016: Acid Attack
- 2016: Sir Ravealot
- 2016: FEAR
- 2017: Space Gremlin
- 2017: Bleeding Heart
- 2018: Devil
- 2019: Gravity (feat. Laura Korinth)
- 2019: Happinezz (feat. Ginger)
- 2019: Never Look Back
- 2020: To the Moon And Back (feat. Ginger)
- 2020: Lieblingsmensch
- 2020: Thunderstorm EP
- 2020: Puzzle (feat. Malena Maria)
- 2020: Violet Pill
- 2020: House Music (feat. Arctic Lake)
- 2021: Spicy (feat. Ginger)
- 2021: Purple Noise Remixes Part 1
- 2021: Never Stop Dancing
- 2022: Up Down Jumper
- 2022: Club Vibes Part 01

- 2022: I Want You

- 2022: Club Vibes Part 02
- 2022: Club Vibes Part 03
- 2022: Timelapse
- 2022: Club Vibes Part 04
- 2022: Captain Nemo
- 2023: Club Vibes Part 05
- 2023: Club Vibes Part 06
- 2023: Atomic Heart
- 2023: Level One
- 2023: Space X
- 2023: You Can Forever Be
- 2023: Vienna
- 2023: Dimension
- 2024: Miracle
- 2024: Terminal Zero